# Dayr az-Zawrs flygplats
Dayr az-Zawrs flygplats (arabiska: مطار دير الزور, Matar Dayr az-Zawr) är en flygplats i östra Syrien. Den ligger sydöst om staden Dayr az-Zawr, i provinsen med samma namn. 